# Issa ben Salmane Al Khalifa
Issa ben Salman Al Khalifa (3 juin 1933 - 6 mars 1999) est le 11e souverain (hakim) de Bahreïn après le décès de son père Salman II (en) en 1961, puis le 1er émir de 1971 à sa mort. C'est sous son règne que le pays obtient son indépendance du Royaume-Uni en 1971.

## Biographie
Lors du retrait britannique, le pays rejoint initialement l'alliance des Émirats arabes unis mais déclare finalement son indépendance le 15 août 1971. Le 16 décembre 1971, il nomme son frère Khalifa ben Salman Al Khalifa, au tout nouveau poste de Premier ministre qu'il venait de créer. Son frère occupera ce poste jusqu'à sa mort le 11 novembre 2020. Issa ben Salman fait alors adopter une constitution instaurant un régime parlementaire et les premières élections, où seuls les hommes disposent du droit de vote, ont lieu en 1973. L'expérience parlementaire prend fin en 1975 avec la dissolution du Parlement du fait de son refus d'adopter une loi sur la sécurité intérieure permettant au gouvernement d'emprisonner sans procès pour une période de trois ans toute personne mettant en cause la sécurité de l'État. Il fallut attendre son fils et successeur Hamed ben Issa Al Khalifa pour que le régime parlementaire soit rétabli le 14 février 2002.
Issa ben Salman est connu pour son opposition à la peine de mort et son refus régulier de signer de telles peines. Il céda néanmoins aux forces de sécurité en 1996 en acceptant l'exécution d'un homme condamné pour le meurtre d'un soldat.

## Décorations étrangères
- Grand-croix de l'ordre de Bonne Espérance  Afrique du Sud
- Grand-croix, 1re classe de l'ordre du Mérite  Allemagne
- Collier de l'ordre du Nil  Égypte
- Collier de l'ordre de la Fédération  Émirats arabes unis
- Collier de l'ordre d'Al Nahyane  Émirats arabes unis
- Collier de l’ordre d'Isabelle la Catholique  Espagne
- Grand-croix de la Légion d'honneur  France
- Grand cordon de l'ordre des deux Rivières  Irak
- Médaille du roi Faisal II  Royaume d'Irak
- Collier de l’ordre des Pahlavi  Iran
- Médaille commémorative de la Célébration du 2500e anniversaire de la fondation de l'Empire perse  Iran
- Collier de l'ordre d'Al-Hussein ibn Ali  Jordanie
- Grand cordon avec collier de l'ordre suprême de la Renaissance  Jordanie
- Collier de l’ordre de Mubarak le Grand (en)  Koweït
- Grand cordon de l’ordre du Cèdre du Liban  Liban
- Collier de l'ordre de Souveraineté  Maroc
- Grand cordon de l'ordre du Trône  Maroc
- Collier de l'ordre d'Oman  Oman
- Grand collier de l’ordre de l’Indépendance Qatar
- Grand cordon de l'ordre des Omeyyades  Syrie
- Grand cordon de l'ordre de l'Indépendance  Tunisie
- Chevalier grand-croix honoraire de l’ordre du Bain  Royaume-Uni
- Chevalier grand-croix honoraire de l'ordre de Saint-Michel et Saint-Georges  Royaume-Uni
- Médaille du couronnement d'Élisabeth II  Royaume-Uni